# Tanagara
Tanagara is een bestuurslaag in het regentschap Pandeglang van de provincie Banten, Indonesië. Tanagara telt 3092 inwoners (volkstelling 2010).